# Santuario de Nuestra Señora de los Remedios (Fregenal de la Sierra)
El Santuario de Nuestra Señora Santa María de los Remedios es un edificio religioso de estilo barroco dedicado a la patrona de Fregenal de la Sierra (Badajoz), la Ntra. Sra. Santa María de los Remedios. El santuario se encuentra a 6 kilómetros de la actual ciudad de la localidad.
El conjunto arquitectónico se comienza a edificar en el año 1497, por orden del obispo de Badajoz, Juan Rodríguez de Fonseca, y la obra es finalizada pasando dos años en 1499, no obstante sufre varias remodelaciones entre los siglos XVI y XVIII que le dan su aspecto actual. Su bendición se produce en el año 1501, tal y como relata el Libro de los Milagros, por el entonces obispo de Badajoz Alonso Manrique, los capellanes y sacerdotes de la entonces villa de Fregenal y diferentes autoridades y prelados de la misma.

## Historia
El Libro de los Milagros, documento que testimonia los hechos históricos y hagiográficos sobre la devoción a Santa María de los Remedios, documenta la existencia de una primitiva capilla a finales del siglo XV, levantada durante el obispado de don Juan Rodríguez de Fonseca, que a principios del siglo XVI es ampliada, incluyendo un cementerio.
Aunque creada para el servicio espiritual de la numerosa comunidad de molineros existente a partir de la fuente de la Parra, la devoción a la imagen titular de aquella capilla creció lo suficiente para que su protección fuera invocada por todos los habitantes de Fregenal en los primeros años del siglo XVI, con ocasión de unos años de climatología adversa que afectaron a buena parte del sur de la península. Las sequías habían originado pérdida de cosechas y hambrunas, que afectaron sobre todo a los grupos más humildes de la población.
En esa coyuntura negativa, es en el mes de abril de 1506 cuando, tras una escueta noticia sobre unas plegarias a la imagen en 1504, la comunidad frexnense se presenta ante la imagen de la Virgen de los Remedios como un cuerpo social unido para implorar su intervención tras el fracaso de las plegarias y rogativas habituales, en una secuencia de hechos que es recogida de nuevo en el Libro de los Milagros.
Las obras de ampliación de la ermita se dan por concluidas en 1642, según reza la inscripción colocada en el muro lateral de entrada al santuario y se documenta con detalle en un valioso libro de cuentas que abarca casi todo el siglo XVII. Ese esfuerzo económico por la ampliación y embellecimiento del santuario se continuará en el siglo XVIII, cuando la solemne renovación del voto de 1737 sea el estímulo para la construcción de un suntuoso camarín para la imagen de la Virgen, siguiendo el modelo del construido para la Virgen de Guadalupe. En este caso las obras se dan por finalizadas en 1785, incluyendo la gran escalinata de acceso al nuevo camarín.
Pero las décadas finales del siglo XVIII supusieron para el santuario de la Virgen de los Remedios un momento de crisis económica por la retracción de los ingresos, problema motivado tanto por la disminución de las limosnas como por la adopción de decisiones que resultaron erróneas por parte del entonces mayordomo. Estos problemas se solucionaron gracias a la intervención del Ayuntamiento de Fregenal, que en 1784 decidió la incorporación de las rentas de la capellanía de Melchor de los Reyes, de la que el Concejo era patrono, al sostenimiento del santuario de Santa María de los Remedios. Esa decisión, además, le permitió ratificar una intervención más directa en la designación del mayordomo y en el control de su gestión, iniciada varias décadas antes. Cabe destacar que una de las obras para la financiación de esta institución fue la creación de la plaza de toros de Fregenal, en el interior del Castillo templario, como forma de recaudar fondos para el Patronato.
La devoción a la imagen continúa en el siglo XIX, en cuyo transcurso la devoción a Ntra. Sra. Santa María de los Remedios se mantiene y acrecienta. El santuario es centro de atracción para fieles de una amplia comarca, cuya devoción se materializa en el cuidado y embellecimiento del recinto sagrado. Ya en el siglo XX, la devoción por la patrona de Fregenal de incrementa con la Coronación canónica en 1906, lo que supuso un impulso a la conservación y ampliación del templo. Cabe destacar la última restauración llevada a cabo en el año 2006, coincidiendo con las celebraciones del Centenario de la Coronación canónica, en las que se recuperó en toda su belleza el retablo mayor y el camarín de Santa María de los Remedios.

## Descripción

### Exterior
El Santuario de los Remedios es el resultado de sucesivas remodelaciones y ampliaciones desde los siglos XVI al XVIII. Responde al canon barroco.
El atrio está compuesto por una arquería de medio punto de ladrillos y columnas de granito de fuste liso con basamentos que sustentan la techumbre de madera.

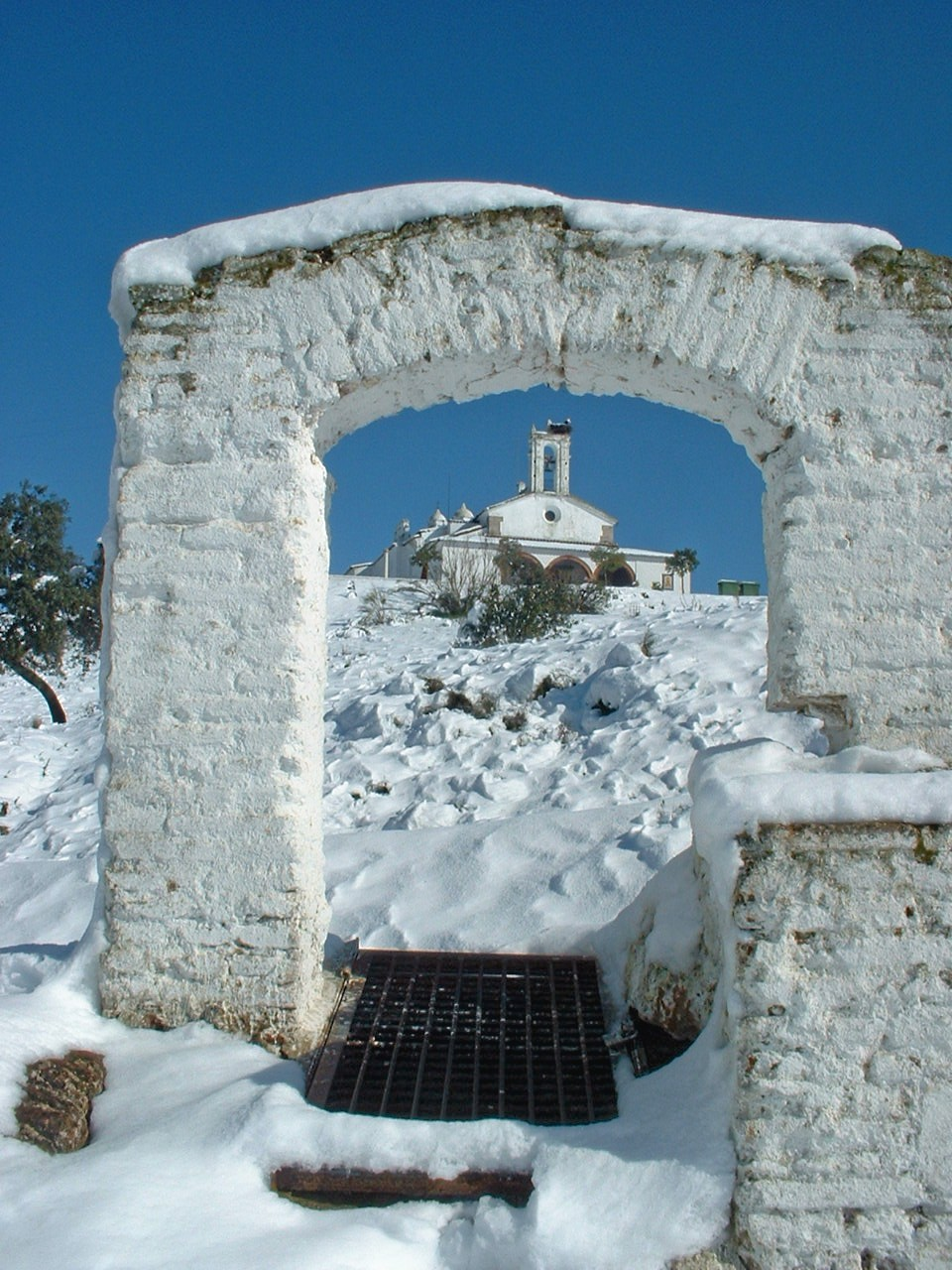
Santuario saliendo del pozo. Nevada de 2006
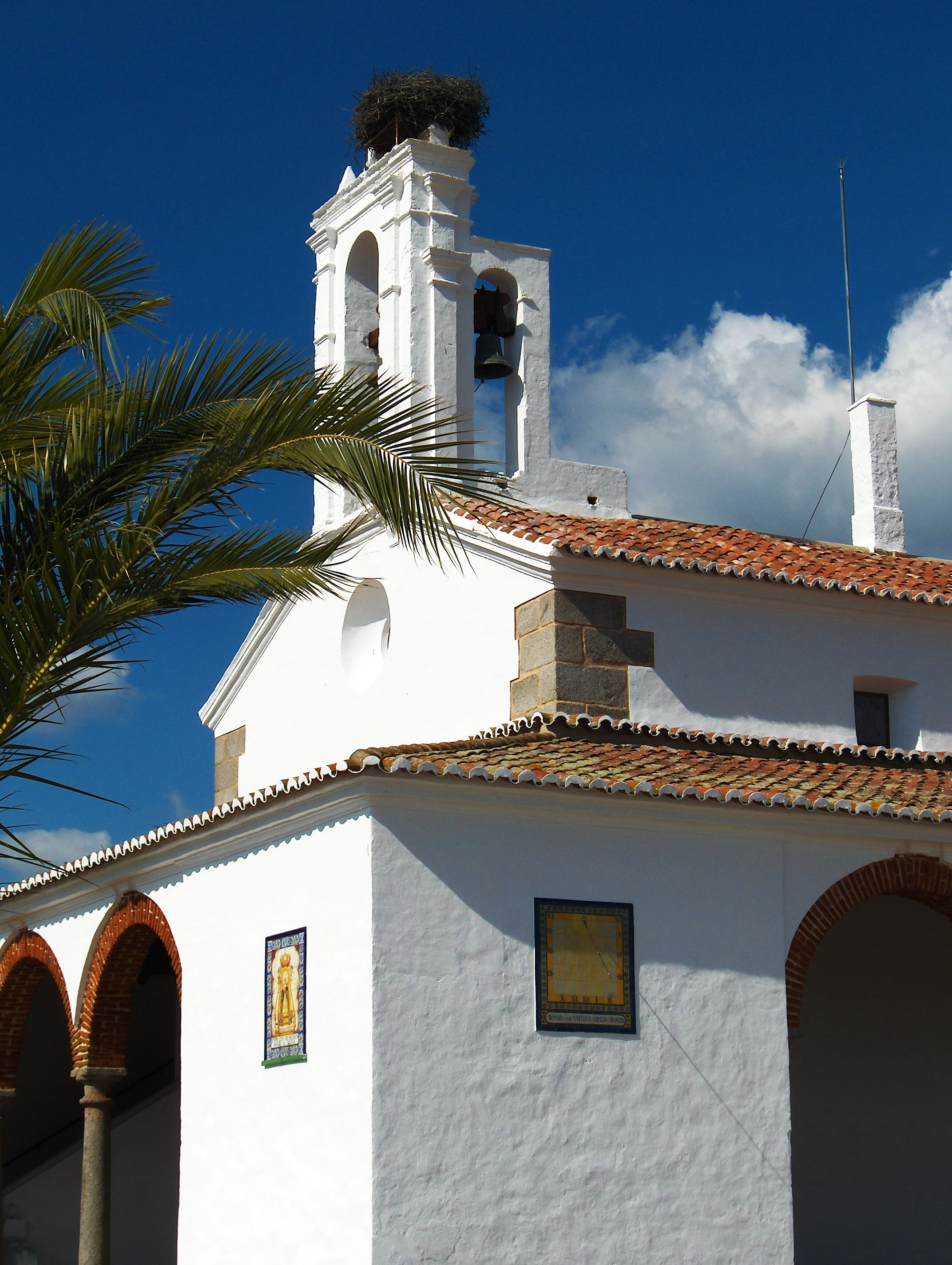
Torre del Santuario
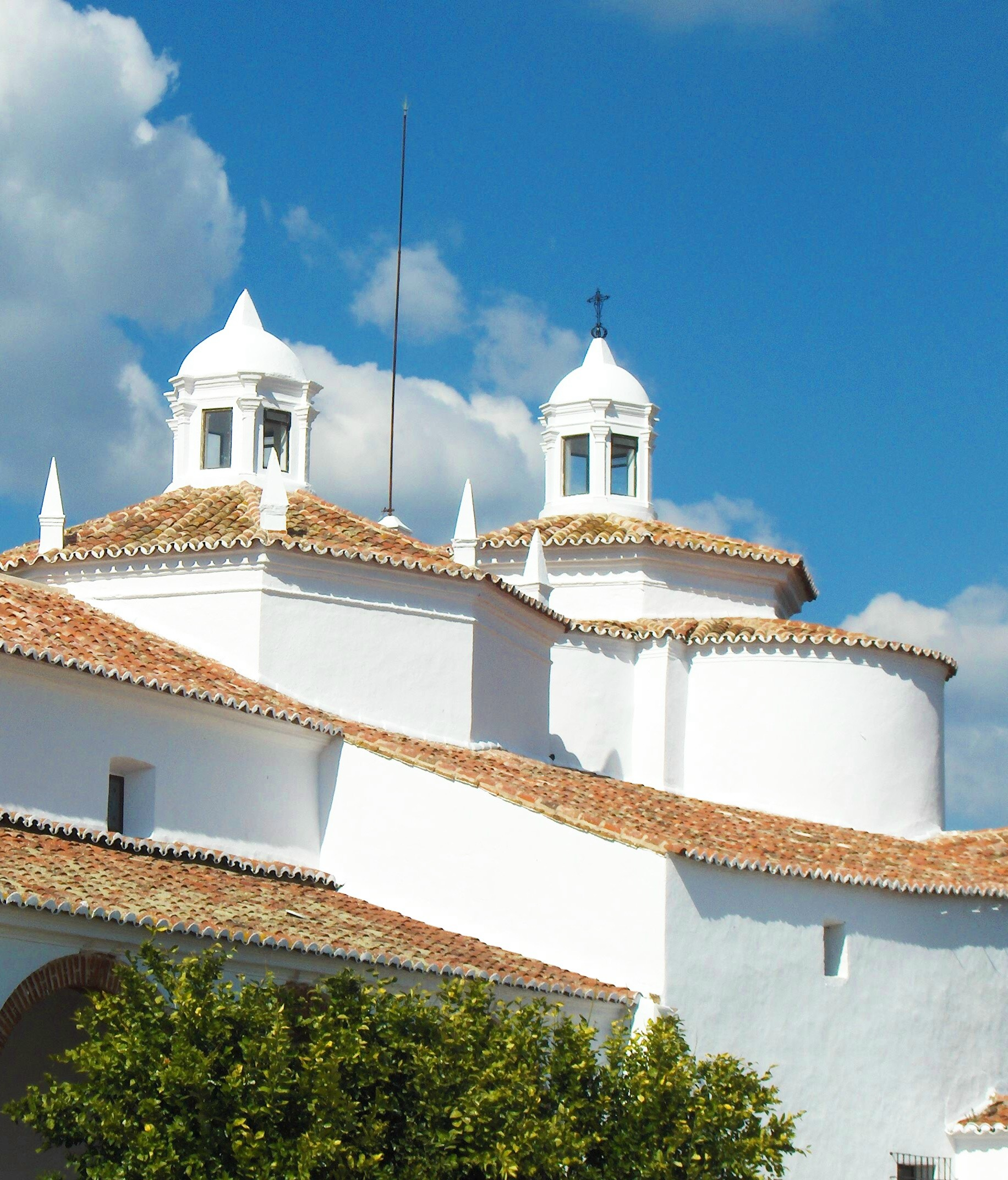
Cúpulas del Santuario
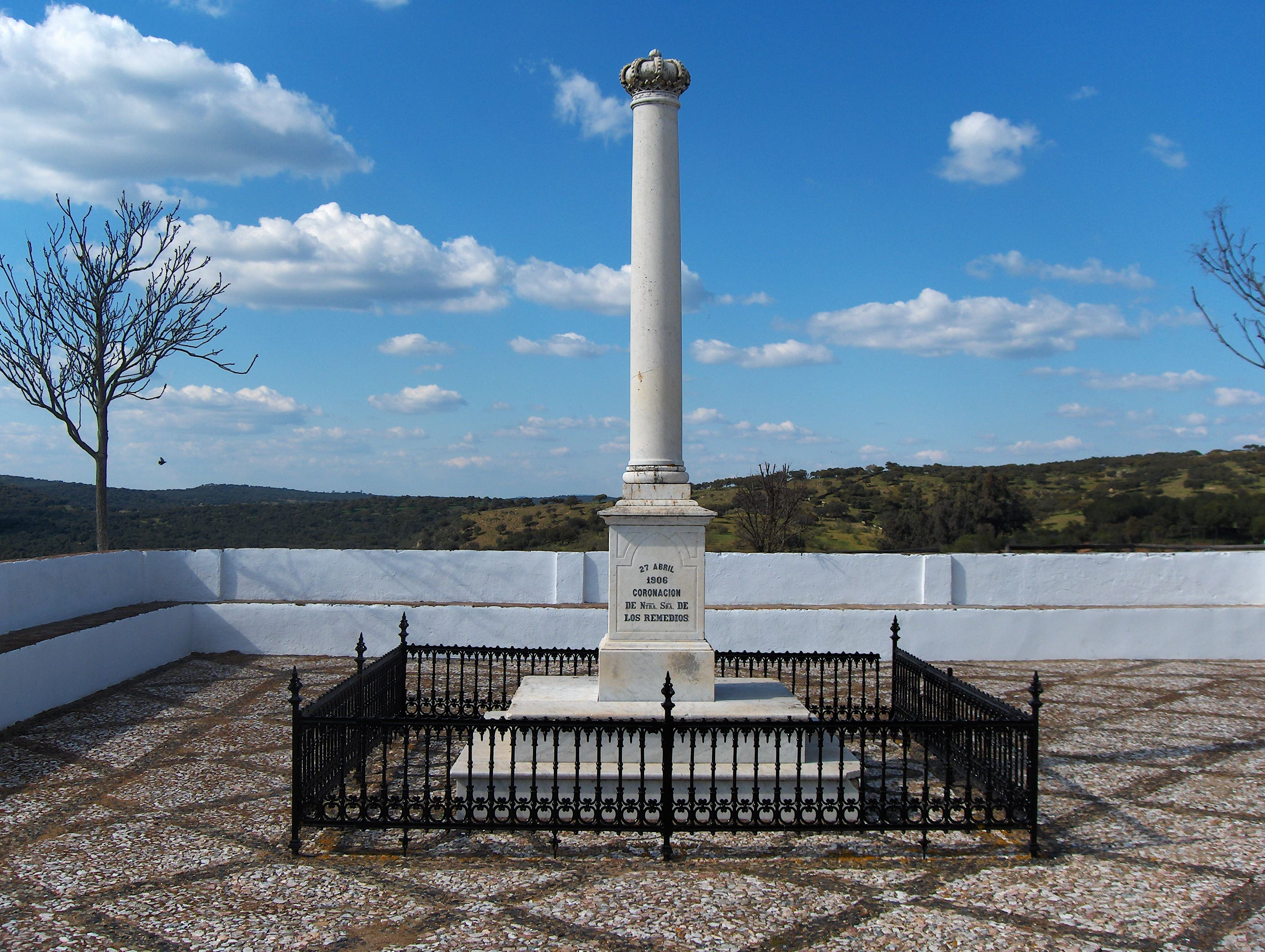
Monolito colocado en 1906 por la Coronación Canónica de la Virgen

### Camarín

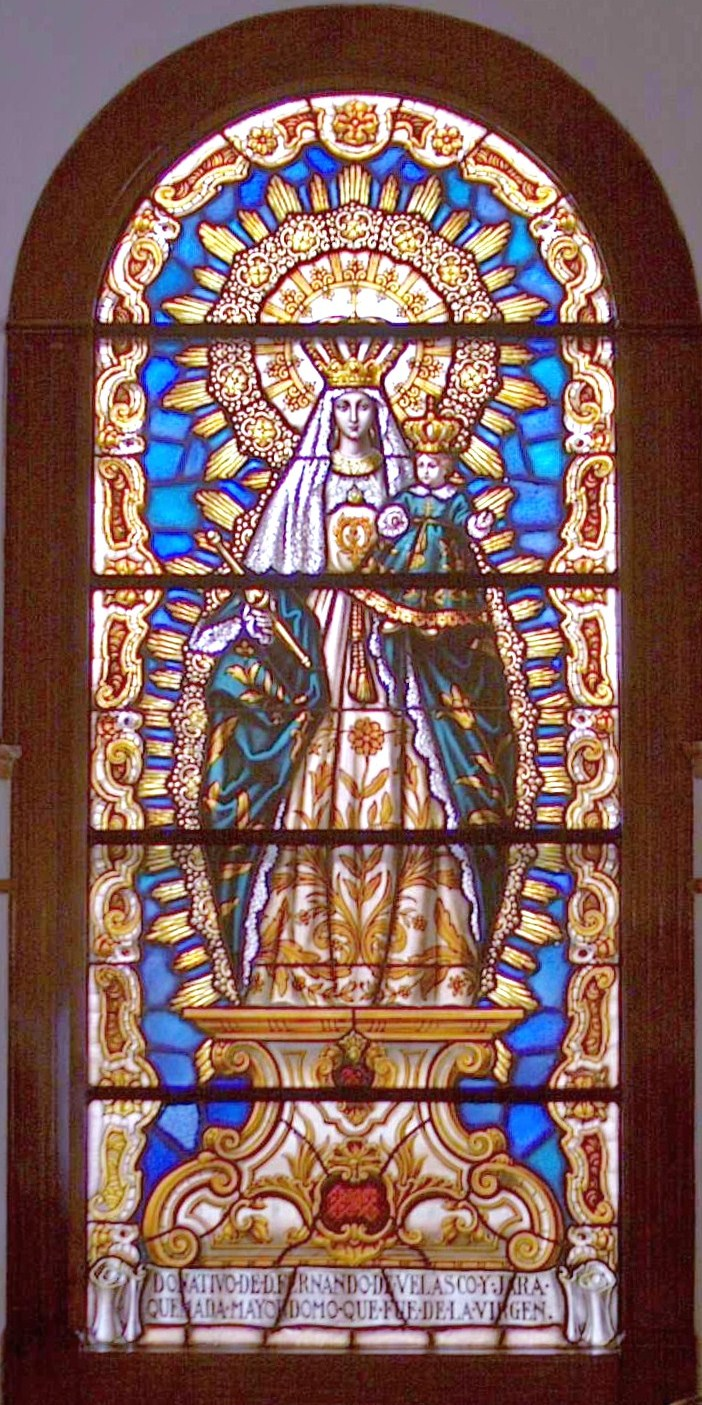
Vidriera situada en el acceso al camarín

Esta es una de las muestras más representativas del barroco en este santuario. Esta es una sala en la cual se encuentra la imagen en la cual los frexnenses se encuentran en un lugar de culto junto a su patrona.
Dicha sala está rodeada de imágenes representando la vida de la Virgen. Entre las escenas destacan el Nacimiento de Santa María, su presentación en el templo, los desposorios de la Virgen con San José, la visita a su prima Santa Isabel, la Navidad, la Adoración de los Reyes, la Huida a Egipto, la Ascensión de Jesucristo, Pentecostés y la Asunción de Nuestra Señora.
A cada una de las esquinas se encuentra un ángel que sujeta una lámpara. En la parte trasera se encuentra una vidriera con la Anunciación y en la parte delantera hay un esta hueca pues por este hueco se ve a la imagen desde el retablo. En el centro del camarín se encuentra la peana dorada de la imagen con su tono. Sobre ella, descansando
en las manos de cuatro ángeles, se encuentra una corona dorada. Este camarín se encuentra sobre una sala en la que se encontraba la “muñeca” de la imagen, la que según la leyenda encontró un mozo.

### Salón de los Hijos Ilustres

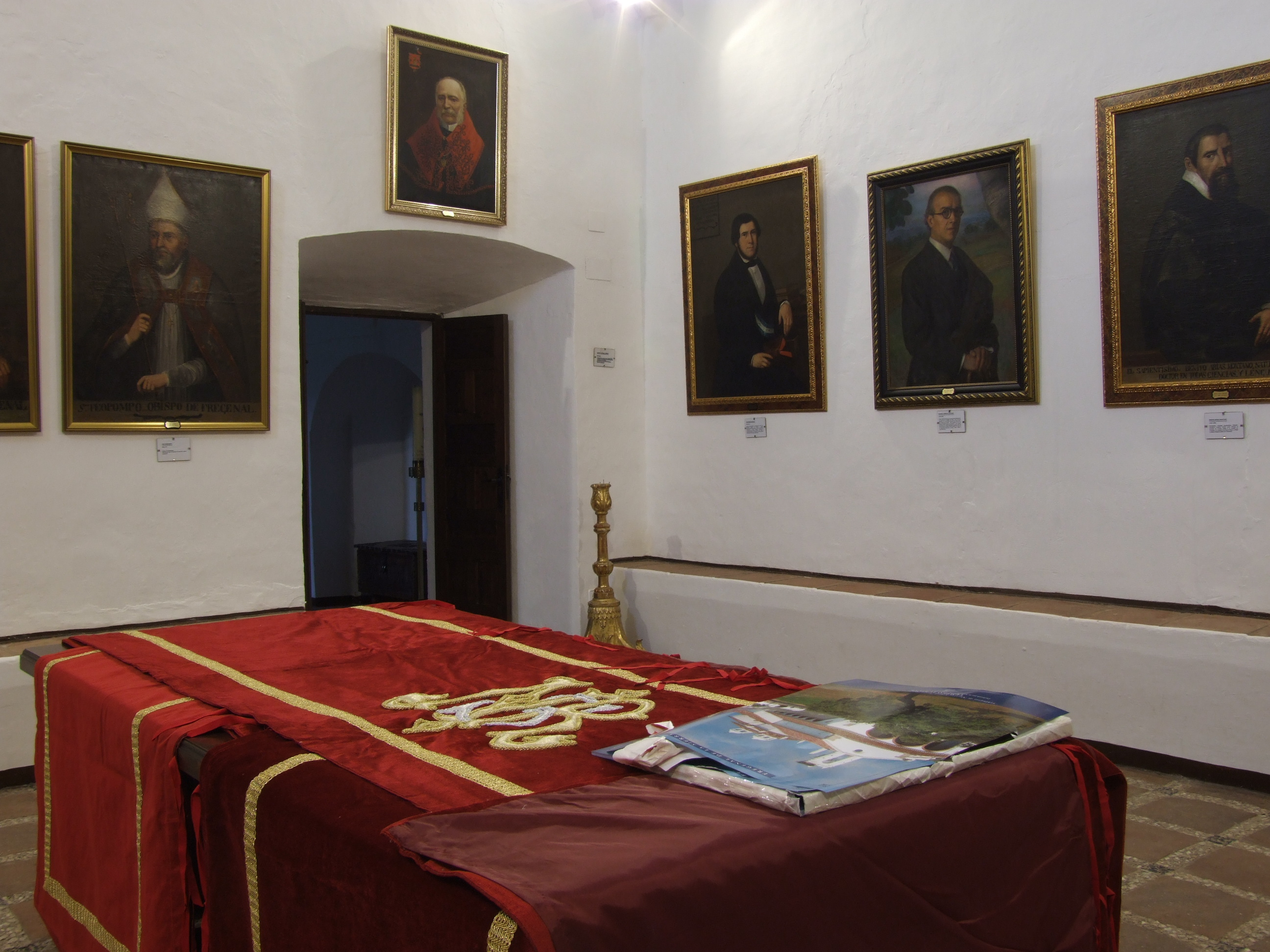
Salón de los Hijos Ilustres de Fregenal

Atractivos son también los retratos que se encuentran en la Hospedería del Santuario. La mayoría de ellos son ficticios y están dedicados a personajes nacidos en Fregenal de la Sierra. Parece ser que el impulsor de esta galería fue el cura Rafael Martín Moreno, mayordomo de la Virgen de los Remedios, que en 1824 ofrece las primeras noticias sobre los retratos. La serie se inicia cronológicamente con tres santos ficticios, San Eutropio, San Teopompo y San Exuperancio, personajes cuya creación es resultado del intento de retrotraer hasta los comienzos de la era cristiana los orígenes de la población. Los siguientes personajes, ya plenamente históricos, son de la Edad Moderna, predominando, hasta el siglo XVIII, los pertenecientes al estado eclesiástico.

Los Hijos Ilustres que poseen un retrato en el salón son Fray Francisco de Fregenal. Alonso de Paz, Benito Arias Montano, Francisco Gómez Cid, Fray Juan Franco, Fray Benito Hermoso, Manuel de Solórzano, Fray Pablo de Fregenal, Juan Bravo Murillo, Ventura Camacho Carbajo, Rodrigo Sánchez-Arjona y Sánchez-Arjona, Féliz Soto Mancera y Eugenio Hermoso.

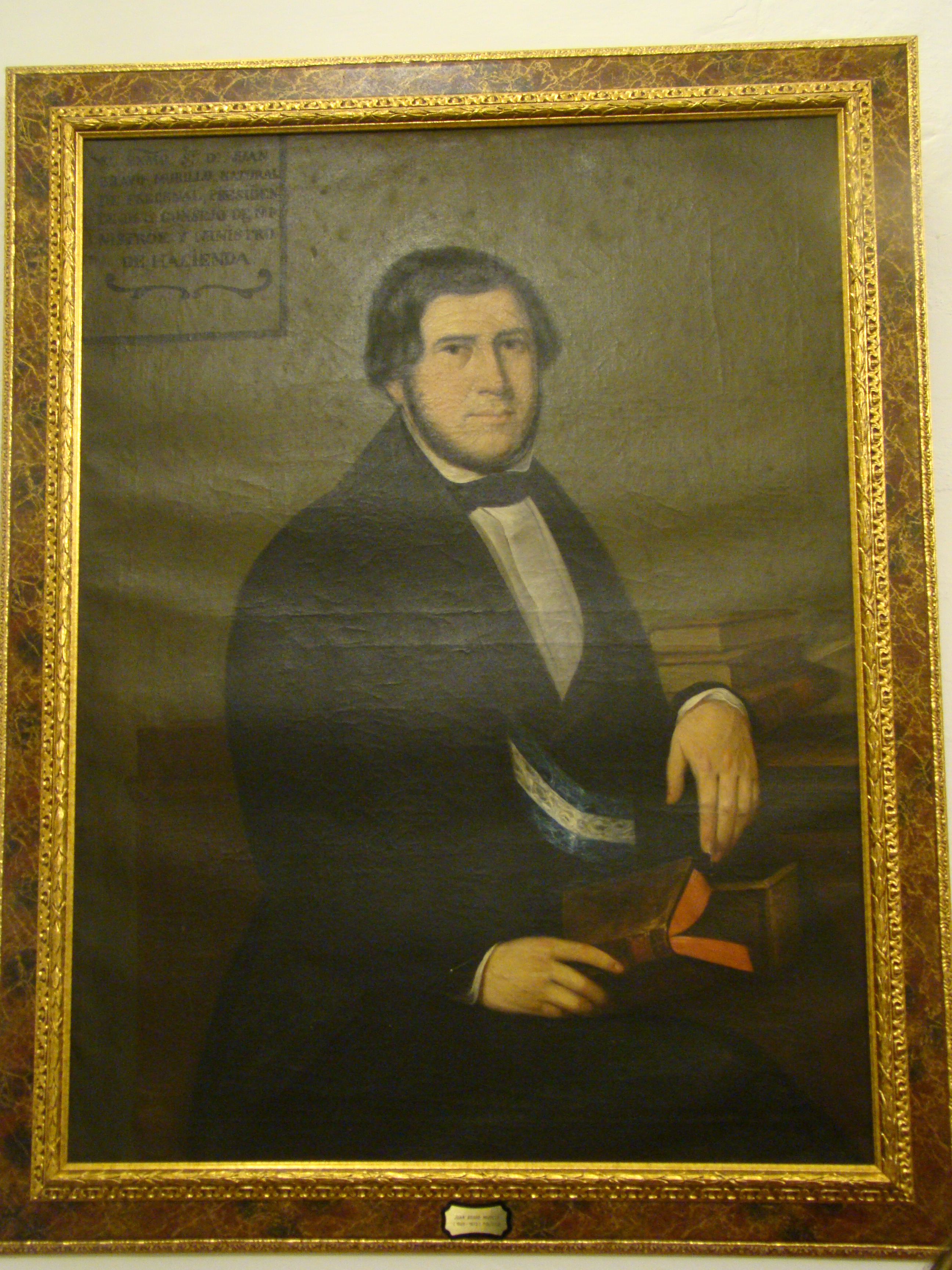
Retrato de Juan Bravo Murillo en el Salón de hijos ilustres
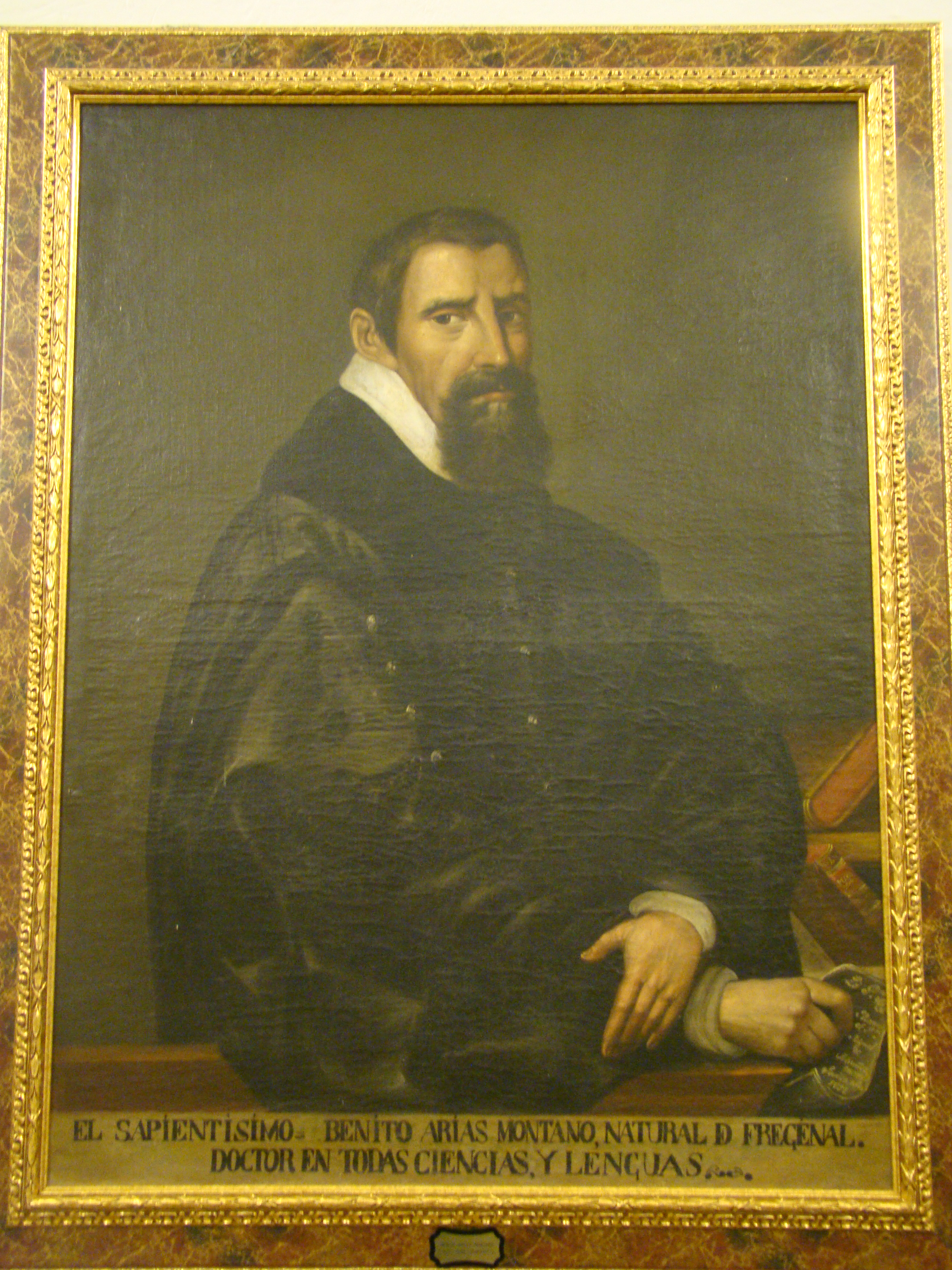
Retrato de Benito Arias Montano en el Salón de hijos ilustres
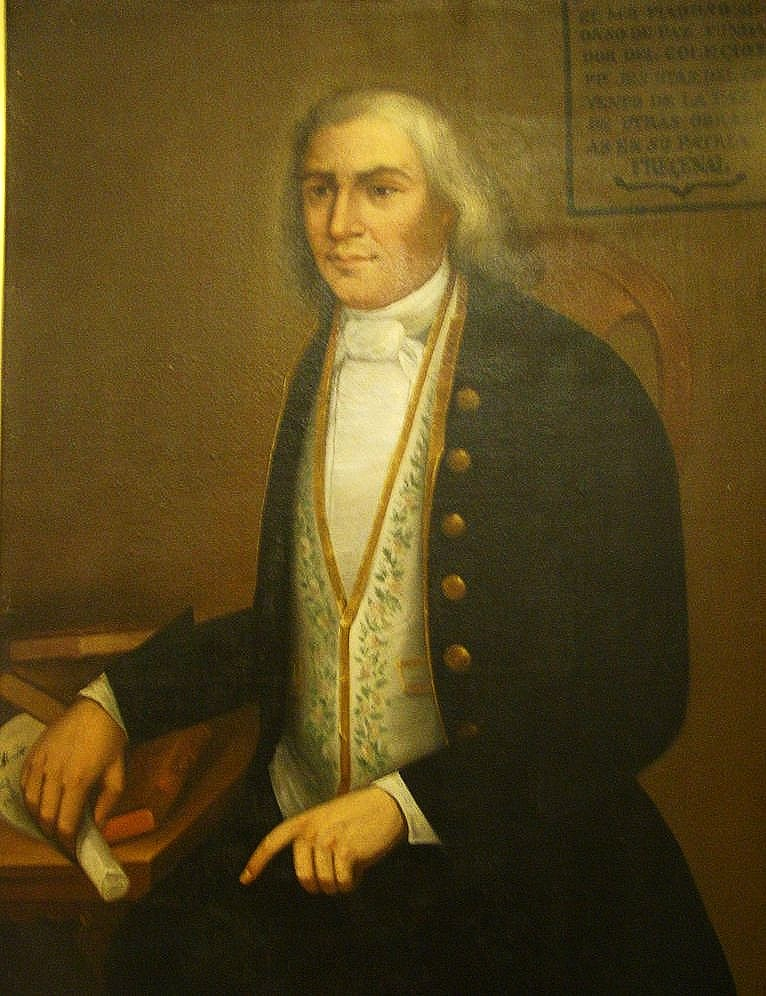
Retrato de Alonso de Paz en el Salón de hijos ilustres
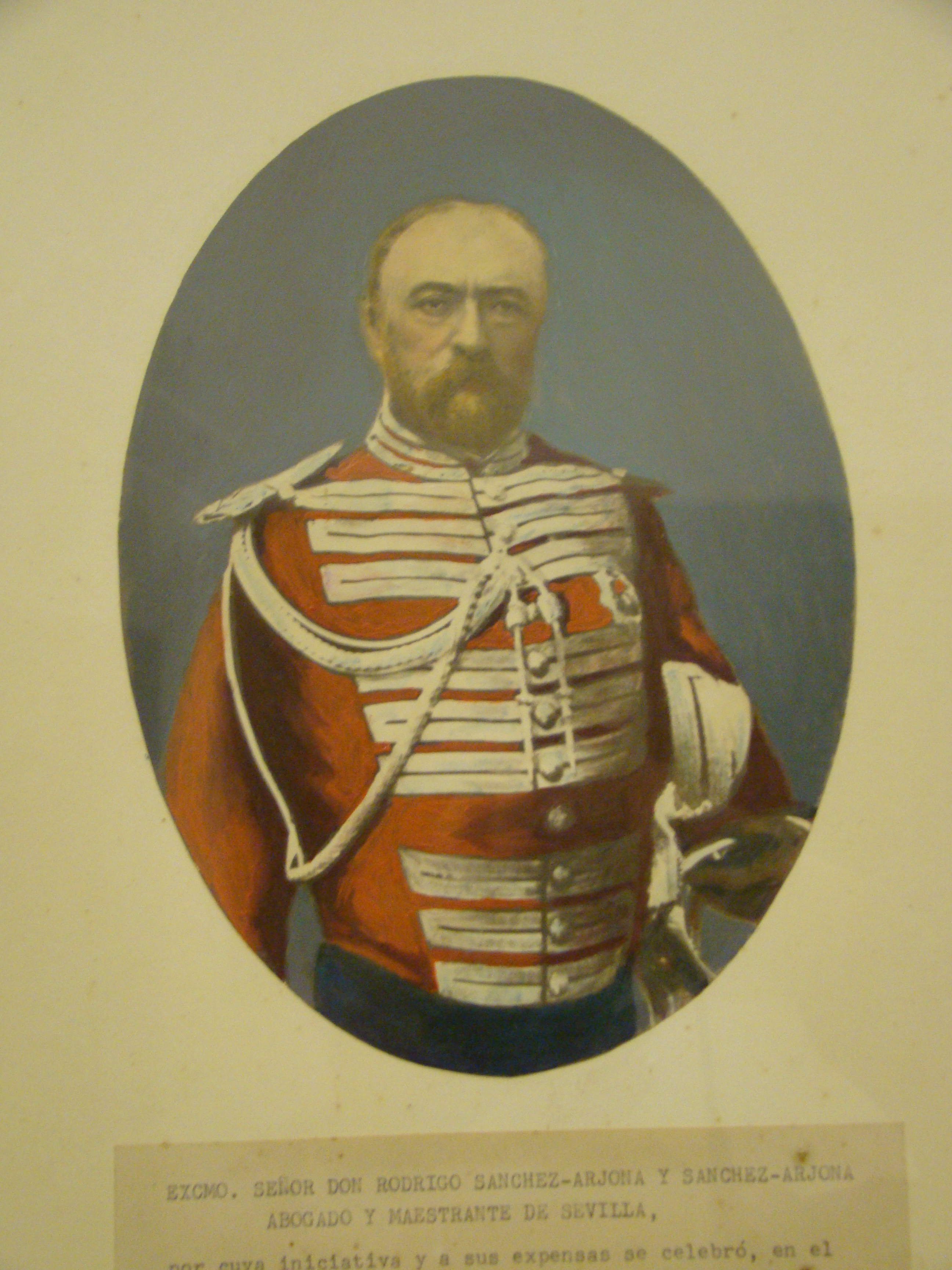
Retrato de Rodrigo Sánchez-Arjona y Sánchez-Arjona en el Salón de hijos ilustres

### Salón de Mantos

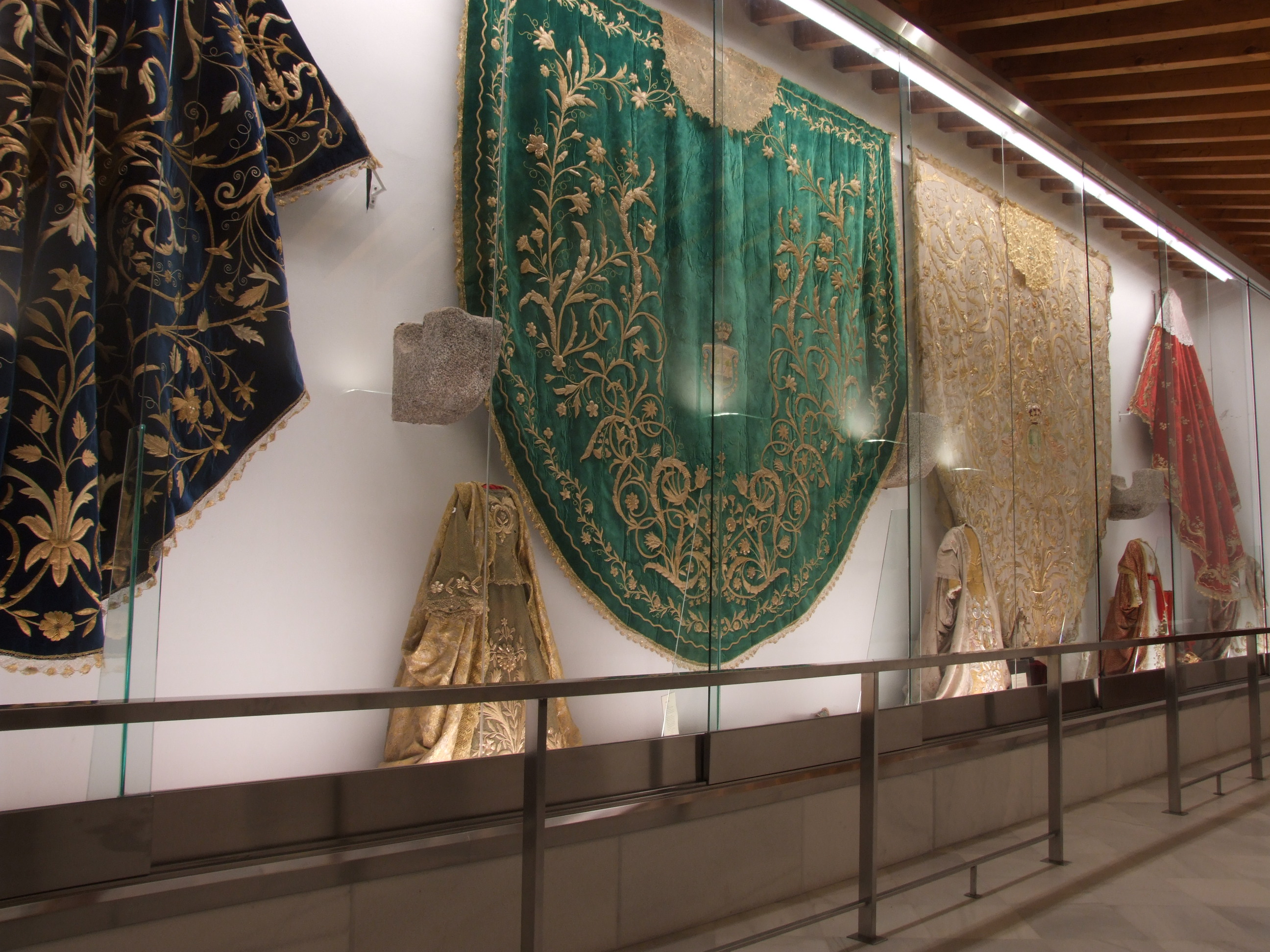
Salón de mantos de la Imagen

En esta sala se recogen algunos de los mantos y trajes de Ntra. Sra. Santa María de los Remedios, así como las vestimentas dedicadas al Niño Jesús, apodado Luquitas por los frexnenses. En la colección destacan los cuatro mantos que se alternan anualmente para vestir de la Virgen durante las Fiestas Patronales en su honor. De entre ellos cabe destacar el manto de la Coronación canónica, utilizado por la Imagen en el 1906. En esa fecha fueron pasados los bordados del manto de un raso de seda verde a un terciopelo verde. En el centro del manto se encuentra el escudo de Fregenal en 1906, adornado con el collar de la Orden del Toisón de Oro.
Igualmente cabe destacar el manto regalado a Santa María de los Remedios en el año 1956 por parte del pueblo frexnense, coincidiendo con el Cincuentenario de su Coronación y su nombramiento como Capitana General de las Fuerzas Armadas. Destaca igualmente por representar en su centro, bordado con hilo de oro y sujetado por dos ángeles, el escudo de Fregenal. El vestido que acompaña a este manto, bordado con hilo de oro, representa la leyenda de la aparición la Virgen en un pozo.

## Leyendas

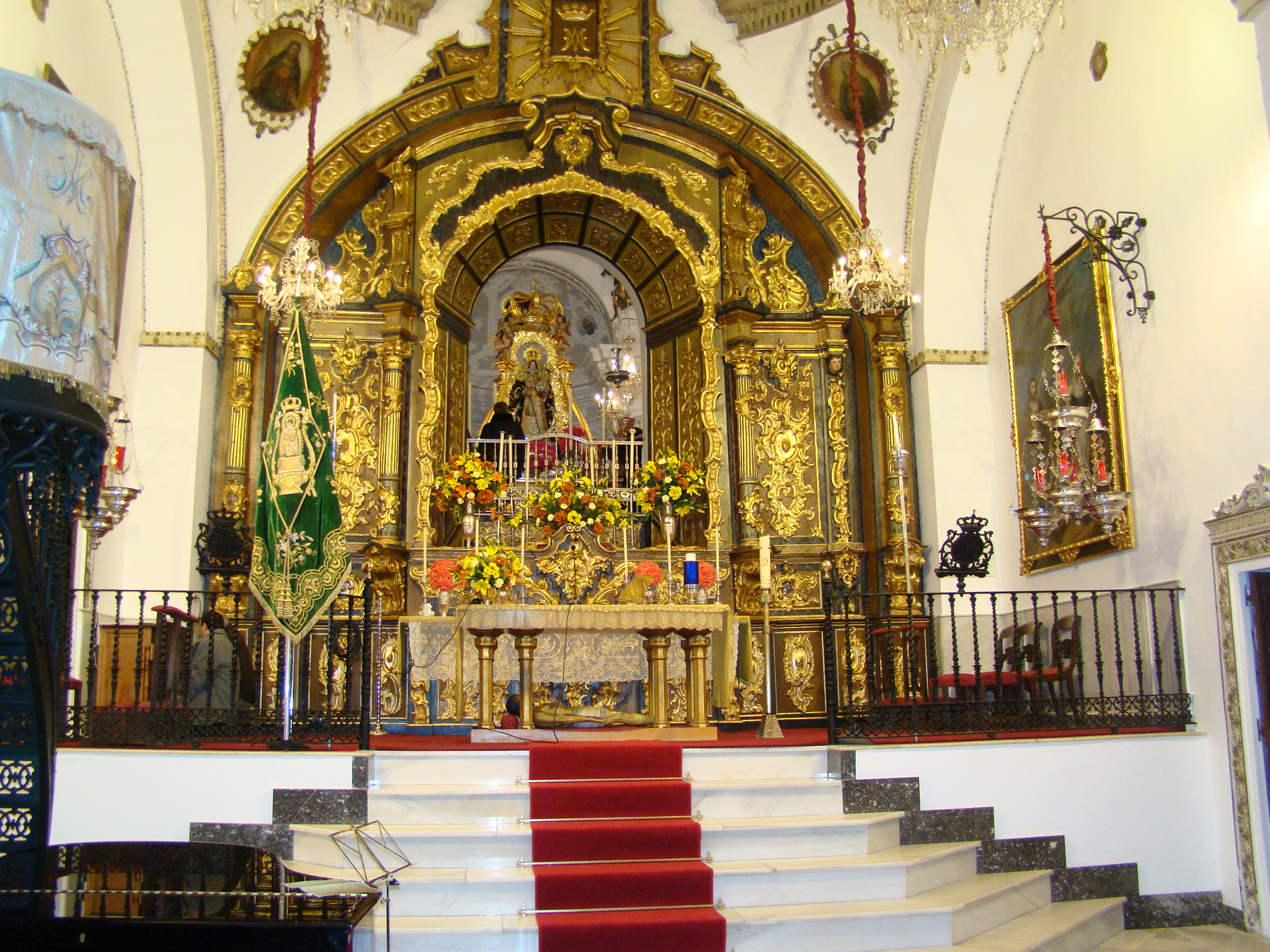
Retablo Mayor del Santuario

### Leyenda de la advocación
Según cuenta la leyenda, hace siglos un pastor se acercó a por agua a un pozo situado cerca de la zona conocida como "Cerro del Rodeo". Al asomarse, pudo ver una extraña figura en el fondo. Se trataba de una muñeca. El pastor, que tenía una hija pensó en cogerla y llevársela al pueblo. Eso mismo hizo, la sacó y la metió en su zurrón. Al llegar a Fregenal, se dio cuenta de que la muñeca no estaba con él, dándola por perdida.
Al día siguiente, continuando con su trabajo, en una de sus escapadas al pozo se dio cuenta de que la muñeca estaba de nuevo dentro de este, así que la volvió a coger. Esta vez, para asegurarse de que no se le escapaba, la guardo en la manga de su camisa haciéndole un nudo por el agujero. De nuevo, al llegar a casa la muñeca no estaba. Al día siguiente, todo volvió a su estado original, pero el pastor, que no se rendía la volvió a coger, esta vez atándola con dos nudos, uno arriba y otro abajo, pero al llegar a casa de nuevo la muñeca no estaba.
Tres días se volvió a repetir la misma historia, hasta que el pastor decidió ir a ver al cura del pueblo. Este le dijo que se trataba de un milagro de la Virgen, dando este acontecimiento lugar a que se construyese un santuario en lo más alto del "Cerro del Rodeo", muy cerca del pozo.

### Leyenda del Santuario
Se dice que el lugar del Santuario no era aquel lugar donde se decidió hacer desde el principio. En Fregenal de la Sierra había numerosas ermitas pero todas ellas eran muy cercanas a la localidad, al igual que lo iba a ser el santuario de la Virgen de los Remedios, pero las cosas se complicaron. El primer lugar establecido fue el llamado “Humilladero”, donde cada 25 años la procesión de Clerecía demuestra sus respetos a la imagen que viene al pueblo, este lugar es el emplazamiento de la llamada Segunda Cruz del camino desde el pueblo hacia el santuario. Todos los días se iniciaba la construcción de un nuevo santuario porque cada noche lo que se había construido durante el día era destruido por la noche. Se pensó que era la Virgen la culpable de lo ocurrido pues se decía que a la Virgen no le gustaba el lugar así que se decidió transportar la obra al “Cerro del Rodeo” donde desde entonces sigue en pie.

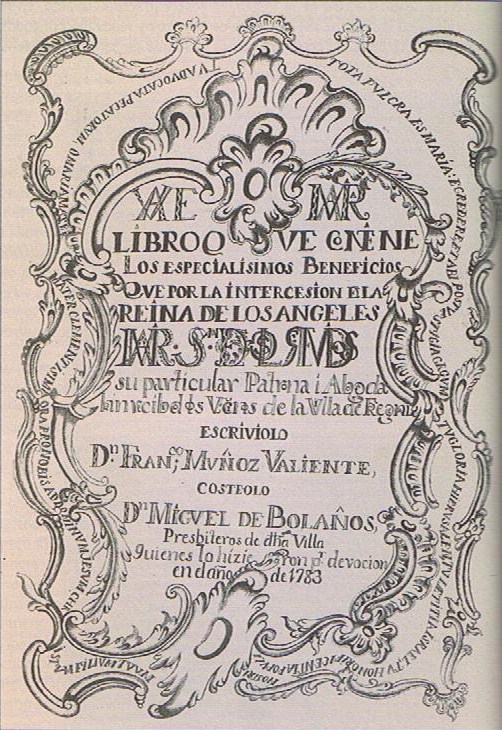
Portada del Libro de los Milagros

## Libro de los Milagros
Es un documento básico que contiene toda la información de los principales acontecimientos relacionados con el culto y al devoción a Ntra. Sra. de los Remedios, así como los milagros obrados por su intercesión.

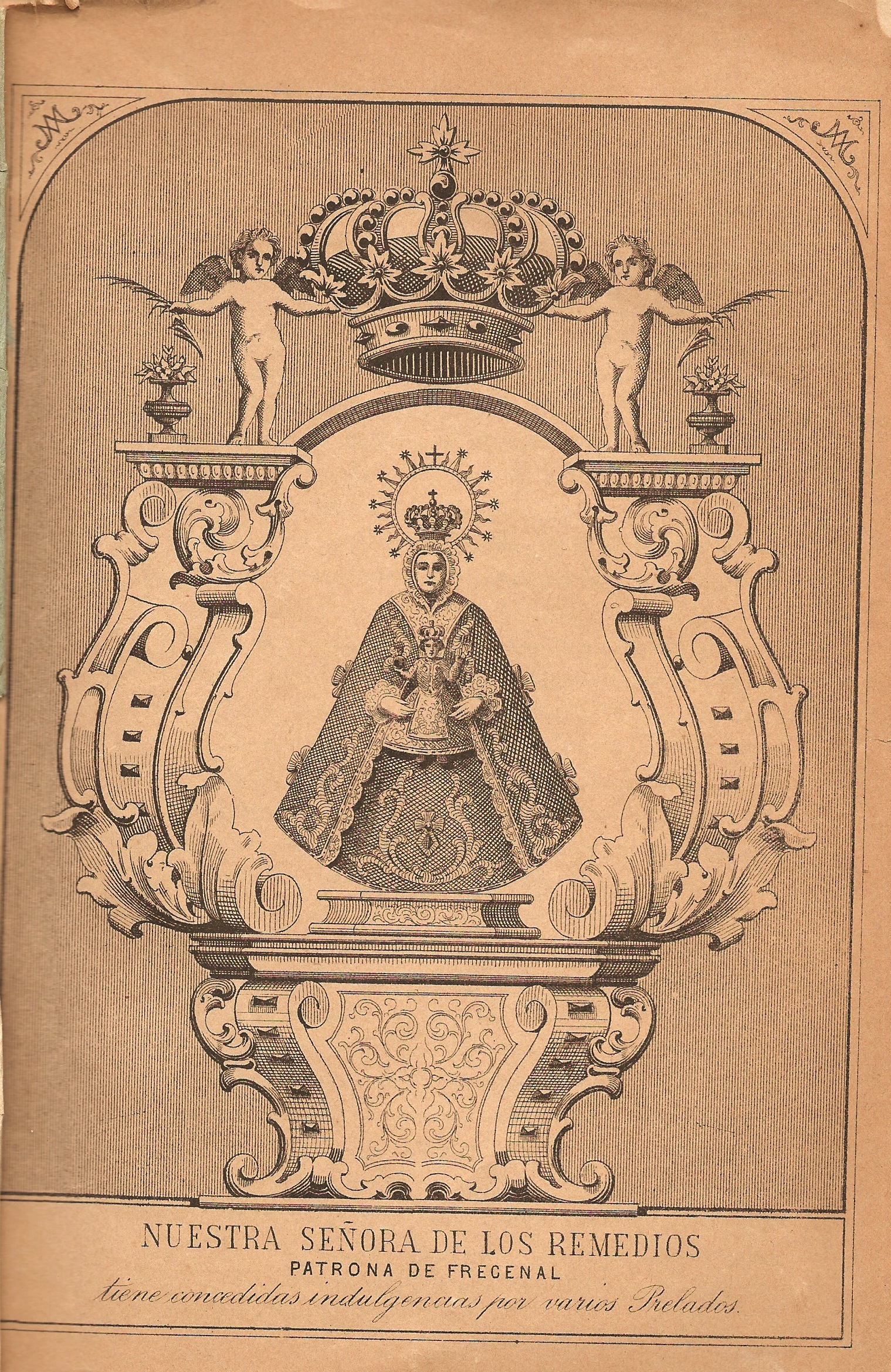
Grabado de 1891 de Ntra. Sra. de los Remedios (Fregenal de la Sierra)

El libro original fue escrito en el año 1570; pero hoy día solo se conserva la copia de 1783 por Don Francisco Muñoz Valiente y costeado por Don Miguel de Bolaños. Los mayordomos de la Virgen son los responsables en la conservación del libro tanto como custodiándolo como añadiendo nuevos testimonios. Este libro escrito en castellano antiguo consta de 40 documentos que van desde el siglo XVI con la bendición de la Capilla hasta el año 2010 con la elección del nuevo Patronato de Ntra. Sra. de los Remedios. El documento más significativo es el de la renovación del voto, el cual ha de ser recitado en la función de cada Domingo de Milagros en la Iglesia de Santa María.